# زبان‌خوارها
زبان‌خوارها (نام علمی: Glossophaga) نام یک سرده از تیره خفاش برگ‌بینی است.